# 安田武
安田 武（やすだ たけし、1922年11月14日 - 1986年10月15日）は、日本の評論家。

## 生涯
東京都出身。1943年法政大学国文科在学中に学徒出陣。朝鮮の羅南で敗戦を迎え、ソ連軍捕虜となる。復員後、大学を中退。出版社勤務の後、1959年から評論家として独立文筆生活に入る。
思想の科学研究会に属し鶴見俊輔、藤田省三らと「共同研究・転向」(1959年～1967年)に最初の業績を発表。1964年から1966年まで思想の科学研究会長。
また1960年の日本戦没学生記念会「わだつみ会」の再建に尽力し、常任理事を務めた。
そのほか、日本文化に関する著作が多く、特に多田道太郎との対談『『「いき」の構造』を読む』などが有名である。戦争体験の継承、平和運動に一貫した姿勢を示す一方、伝統文化における技術の伝承の研究家としても知られる。

## 逸話
・鶴見俊輔や山田宗睦と坊主の会を結成し、戦争を忘れないために15年間にわたり8月15日に坊主にし続けた。

## 著書
- 少年自衛隊 東書房 1956
- 戦争体験 1970年への遺書 未來社 1963
- 戦争文学論 勁草書房 1964
- 戦争とはなんだ 三一書房 1966 (高校生新書)
- 学徒出陣 されど山河に生命あり 三省堂新書 1967
- 『遊び』の論 永田書房 1968
- 人間の再建 戦中派・その罪責と矜恃 筑摩書房 1969
- 私の日本発掘 筑摩書房 1972 (ちくま少年図書館)
- こころ驕れる 合同出版 1972
- 芸と美の伝承 日本再発見 毎日新聞社 1972
- 拒絶の思想 文和書房 1973
- 型の文化再興 筑摩書房 1974
- 日本の人形芝居 平凡社カラー新書 1976
- ある時代 日本エディタースクール出版部 1977
- 私の戦後精神史 第三文明社・レグルス文庫 1978
- 気むずかしさのすすめ 新潮社 1978
- 手紙の書き方 講談社現代新書 1978
- 続 遊びの論 永田書房 1979
- 昭和東京私史 新潮社 1982　のち中公文庫
- 戦後を読む 白水社 1983
- 型の日本文化 朝日選書 1984
- 昭和青春読書私史 岩波新書 1985
- 病床徒然 安田武をイビル会 1987
- 親父の存在 心に残る父の教え 広済堂出版 1990

## 共著・編著
- 日本人への遺書 太平洋戦争生き残りの痛恨 大光社 1967
- 学生 きみ達はどうするか 丸山邦男共著 日本文芸社 1968
- ふたたび人間を問う 高橋和巳対談 雄渾社 1968
- 日本の美学 多田道太郎共編 風濤社 1970
- 証言昭和二十年八月十五日 敗戦下の日本人 福島鋳郎共編 新人物往来社 1973
- 記録自決と玉砕 皇国に殉じた人々 福島鋳郎共編 新人物往来社 1974
- 無名戦士の手記 声なき声いまも響きて 山田宗睦共編 光文社 1975 (カッパ・ブックス)
- 祈りの画集 戦没画学生の記録 野見山暁治,宗左近共著 日本放送出版協会 1977
- 『「いき」の構造』を読む 多田道太郎対談 朝日選書 1979
- 老鋪考 江戸文化研究室共著 アドファイブ出版局 1980
- よそおいの美学 作品社 1981
- 関西 谷崎潤一郎にそって 多田道太郎対談 筑摩書房 1981 (ちくまぶっくす)
- 忠臣蔵と四谷怪談 日本人のコミュニケーション 鶴見俊輔対談 朝日選書 1983
- 暮らしの型再耕 野添憲治共編 現代書館 1992